# Hypertrichose

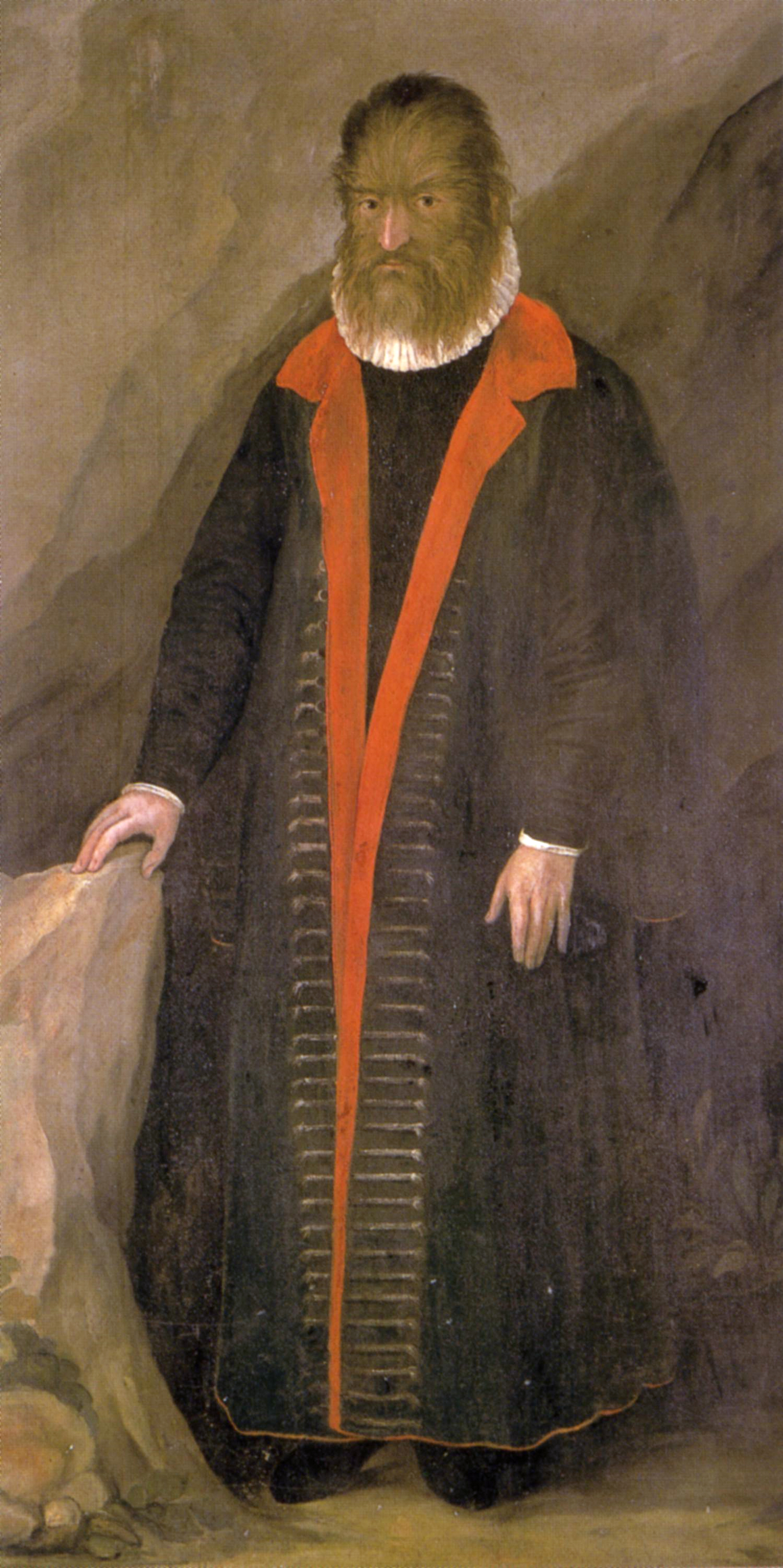
Petrus Gonsalvus vers 1580, le premier cas documenté en Europe (peintre anonyme).

L’hypertrichose est le symptôme d'un dérèglement lié à des mutations génétiques (pouvant devenir héréditaire) qui se manifeste, chez l'homme ou la femme, par une pilosité envahissante sur une partie du corps ou sa totalité. Le terme est issu du grec hyper : « avec excès », et thrix, trikhos : « poils ». Il a pour synonymes polytrichie, polytrichose et trichauxis.
L’hypertrichose diffère de l'hirsutisme, qui est l'apparition chez la femme d'une pilosité de type masculin liée à des dérèglements hormonaux et non génétiques (hormis dans le cas du syndrome de Cushing, héréditaire et génétique, qui, en affectant les glandes surrénaliennes, entraînent une pilosité à certains endroits du corps pour les femmes et les hommes. Mais, il est ici question d'un hirsutisme « génétique » dans le cadre d'un hirsutisme pour les femmes, car leur étant exclusif).
Cette maladie a été étudiée en médecine sous le nom de syndrome d'hypertrichose acromégaloïde, qui met en relation d'autres signes cliniques affectant le faciès de la personne atteinte, dont le tableau général est un visage aux traits grossiers anormalement velu.
Dès la naissance, l'hypertrichose est modérée à sévère, et se majore progressivement pendant les deux premières décennies. L'épaississement des mains et des traits apparaît dans l'enfance. La viabilité du sujet est normale. Divers traitements hormonaux peuvent atténuer sa manifestation.
Les cas recensés sont peu nombreux (de l'ordre d'une vingtaine) mais très spectaculaires, la personne ayant la face entièrement recouverte de poils. Ces apparitions, dans le passé, ont peut-être donné naissance aux mythes de l'Homme sauvage et/ou du loup-garou.
Les personnes souffrant d'hypertrichose ont été parfois exhibées dans des spectacles de foire ou de cirque avec des noms tels que l'« homme-chien » ou la « femme à barbe ».

## Description
L'hypertrichose correspond à un développement excessif de la pilosité tant chez l’homme que chez la femme, lorsque celui-ci n’est pas lié à un excès d’hormones mâles (androgènes). Il survient dans des zones déjà pourvues de poils, généralement sous forme de duvet. Elle est localisée ou généralisée.
Il existe deux types d’hypertrichose : l’hypertrichose congénitale et celle acquise à la suite d'un effet indésirable de médicaments.

### Hypertrichose congénitale
Les formes congénitales sont causées par des mutations génétiques et sont extrêmement rares. Elles sont toujours présentes à la naissance.

#### Hypertrichosis lanuginosa
Cette forme congénitale est remarquable à la naissance par la présence du lanugo recouvrant totalement l’enfant. En temps normal le lanugo est perdu avant la naissance et remplacé par des poils velus. Chez les personnes souffrant d'hypertrichosis lanuginosa, le lanugo est maintenu après la naissance. Lorsque la personne grandit, les poils lanugo peuvent s'amincir.

#### Hypertrichose généralisée
Cette forme congénitale s’exprime différemment entre les hommes et les femmes. Chez les hommes on observe une expression excessive de poils sur le visage et la partie haute du corps. Chez les femmes on observe une distribution asymétrique moins sévère.

#### Hypertrichose terminale
Cette forme congénitale se traduit par la présence de gros poils totalement pigmentés recouvrant le corps entier. Ce symptôme est accompagné souvent par une hyperplasie gingivale. Les personnes avec cet aspect travaillent souvent dans des cirques  à cause de leur inhabituelle apparence.

#### Hypertrichose circonscrite
Cette forme congénitale est associée à la présence de poils velus épais sur les extrémités supérieures. Circonscrite signifie que ce type d’hypertrichose est restreinte à certaines parties du corps. Le syndrome du coude poilu [réf. nécessaire], un type d’hypertrichose circonscrite congénitale, montre une poussée excessive autour des coudes. Cette forme présente à la naissance, devient plus proéminente pendant la croissance et régresse à la puberté.

#### Hypertrichose localisée
Cette forme congénitale se traduit par une augmentation localisée des poils en densité et en longueur.

### Hypertrichose acquise
La plupart des hypertrichoses sont génétiques, mais un petit nombre de désordres systémiques inhabituels peuvent accroître la pilosité. Quelques médicaments (par exemple le diazoxide, la diphenylhydantoine, la ciclosporine, la phénytoïne ou le minoxidil) et des toxiques comme le mercure peuvent induire une pousse généralisée de la pilosité. Les symptômes disparaissent en principe quelques mois après l’arrêt du traitement.
Des hypertrichoses peuvent aussi être causées par des infections non traitées ou par malnutrition. Pour cette raison, c'est un symptôme commun de l'anorexie mentale.

### Syndrome d'Ambras
Le syndrome d'Ambras est la forme la plus sévère d'hypertrichose universelle congénitale, mais est limité à quelques individus dans le monde. Il serait dû à une anomalie génétique sur le chromosome 8. Il est caractérisé par la présence de poils longs et duveteux sur tout le visage et le corps, parfois accompagnée d’anomalie de la forme du visage et de la denture.

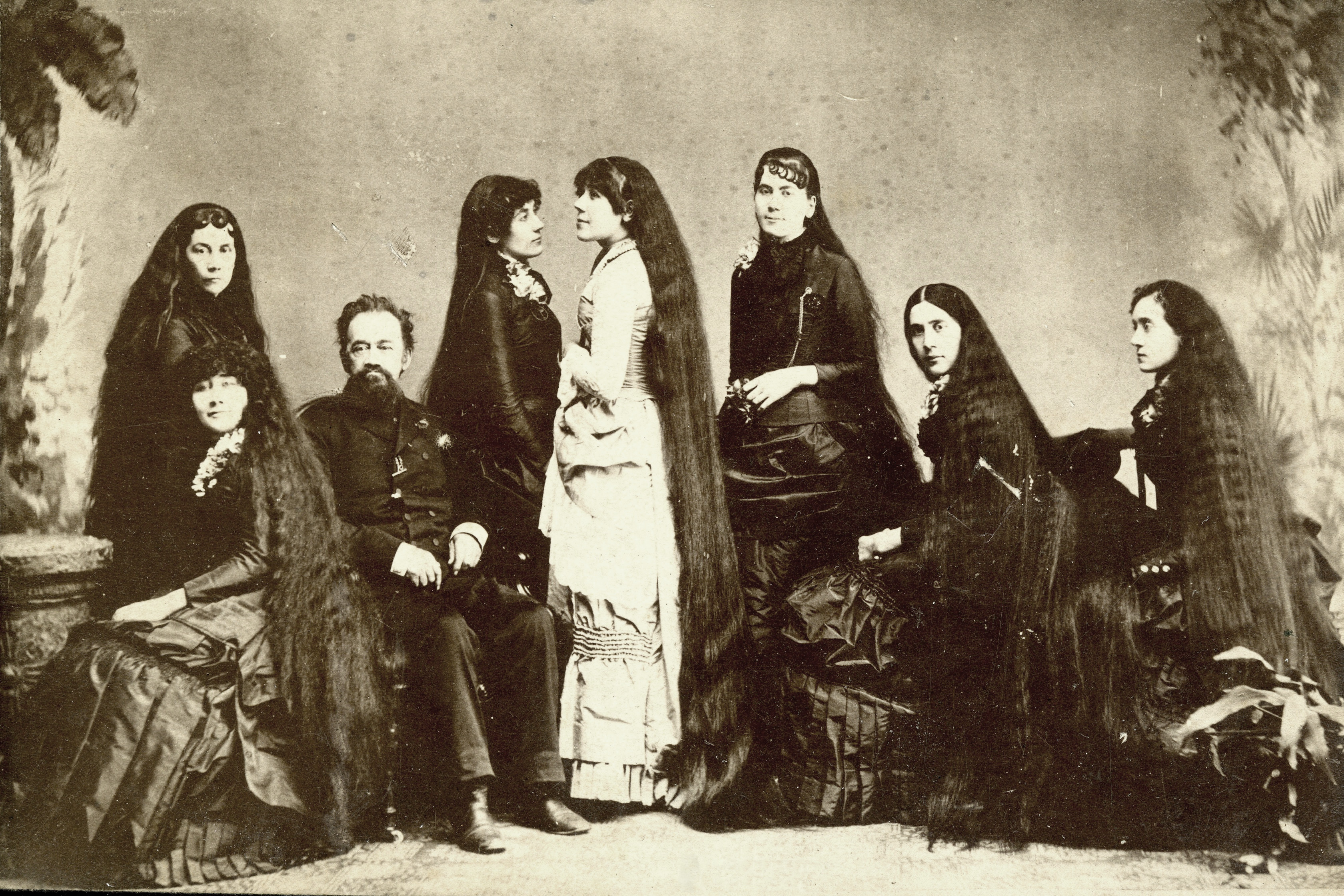
Les sœurs Sutherland.

### Chevelure épaisse et hypertrichose
Certains cas de chevelures très abondantes peuvent être assimilés à l'hypertrichose :
- Elizabeth Siddal dont les cheveux auraient continué à pousser après sa mort, emplissant le cercueil[2] ;
- Martha Matilda Harper (1857-1950) ;
- les sœurs Sutherland (en) qui firent partie du spectacle du cirque Barnum.

### Hypertrichose des oreilles
Au niveau des oreilles, l'hypertrichose représente un cas isolé en génétique humaine. Ce phénotype est causé par un gène présent seulement sur l'hétérochromosome Y et ne s'exprime donc que chez l'humain mâle. De tels gènes (dits « holandriques ») sont très rares chez l'être humain. L'absence d'allèle équivalent sur le chromosome X mâle signifie que, à pénétrance de 100 %, le gène s'exprime toujours (absence de dominance/récessivité). Le fils d'un père affecté par l'hypertrichose des oreilles manifestera ainsi (et sans exception) le même phénotype.

## Diagnostic
Le diagnostic de l’hypertrichose se réalise avec la constatation de pilosité, de cheveux dans des zones où la pilosité ne devrait pas être présente. Cette pilosité peut prendre n’importe quelle forme parmi les différents types capillaires (duvet, barbe, cheveu). La densité et la longueur des poils des malades sont souvent excessives.

## Prise en charge thérapeutique
Pour la version acquise, arrêter le médicament fait disparaître la maladie. Pour la version congénitale, il n’existe pas encore de traitement.
Les personnes atteintes ne souffrent pas physiquement. Elles souffrent mentalement à cause de leur différence.
Pour traiter cette maladie, plusieurs méthodes existent : rasage, épilation, éclaircissement du poil, etc. Il existe trois types de suppression différents. La suppression temporaire et la réduction temporaire seront peu utiles. La suppression définitive semble plus adaptée.
À ce jour il en existe deux :
- l’épilation électrique (électrolyse) ;
- l’épilation au laser.

L’électrolyse agit sur le follicule du poil. Une aiguille y est insérée, délivrant un faible courant électrique, le but étant de détruire ou endommager le follicule.
Trois techniques d’électrolyse sont utilisées : l’électrolyse galvanique, la thermolyse et la combinaison des deux.
Il est aussi possible de recourir à des produits chimiques. Ils doivent être utilisés avec précaution car ils peuvent provoquer des irritations cutanées.

## Épidémiologie
Une cinquantaine de cas ont été recensés avec une hypertrichose lanuginosa dans le monde. Moins de cent cas sont documentés pour l’hypertrichose congénitale généralisée.
Seule une famille de Mexico est concernée par cette forme.
L’hypertrichose acquise semble quant à elle plus répandue.

## Cas renommés
- Si vous ne connaissez pas le sujet, laissez ce bandeau (vous pouvez alors contacter les auteurs).
- Si vous supprimez le contenu mis en cause (vous pouvez préalablement contacter les auteurs),

argumentez précisément cette suppression dans la page de discussion
(un manque de référence n'est pas un argument ; une recherche réelle de référence doit avoir été effectuée, être formellement documentée).
Le noble Petrus Gonsalvus ou Pedro Gonzales, né à Tenerife, dans les îles Canaries vers 1537, est probablement le plus célèbre d'entre eux. Recouvert de poils, il vint enfant à l'âge de 10 ans à la cour d'Henri II, roi de France, où on le considérait d'abord comme un singe familier avant de s'intéresser à lui de plus en plus. Petrus aurait alors fait preuve d’une grande capacité d’apprentissage, ce qui aurait alors convaincu le roi de lui donner des études dignes de ce nom. Il épousa par la suite la fille d’un courtisan, Catherine Raffelin, avec qui il aurait eu sept enfants dont Tognina Gonsalvus, également atteinte d'hypertrichose. Ce serait son histoire qui aurait inspiré celle de La Belle et la Bête. Sa fille fut la seule de ses sept enfants à être atteinte de cette maladie. Son portrait se trouve au château de Blois (en France), château dans lequel ses deux parents se rencontrèrent lors d'un bal à la cour.
Son hypertrichose fut étudiée et peinte au XVIe siècle. Le tableau se trouve à Vienne, au Kunsthistorische Museum, et fait partie de la collection du château d'Ambras. L'hypertrichose fut donc également nommée syndrome d'Ambras,.
On peut également citer Andrian et Fédor Jeftichjew, exhibés comme phénomènes de foire à Paris à la fin des années 1800, Julia Pastrana surnommée « la femme-singe » ou « la femme la plus laide du monde » au milieu du xixe siècle, Stephan Bibrowski, dit « Lionel, l'homme à la tête de lion », ou encore Barbara van Beck.

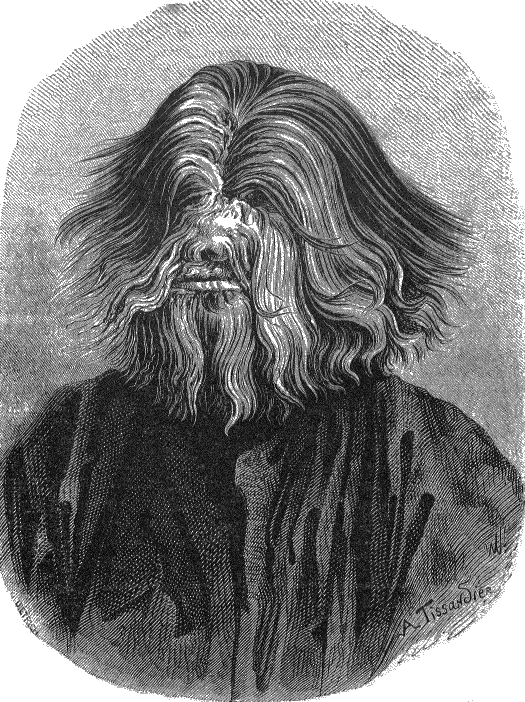
Andrian Jeftichjew, dit l'Homme Chien.
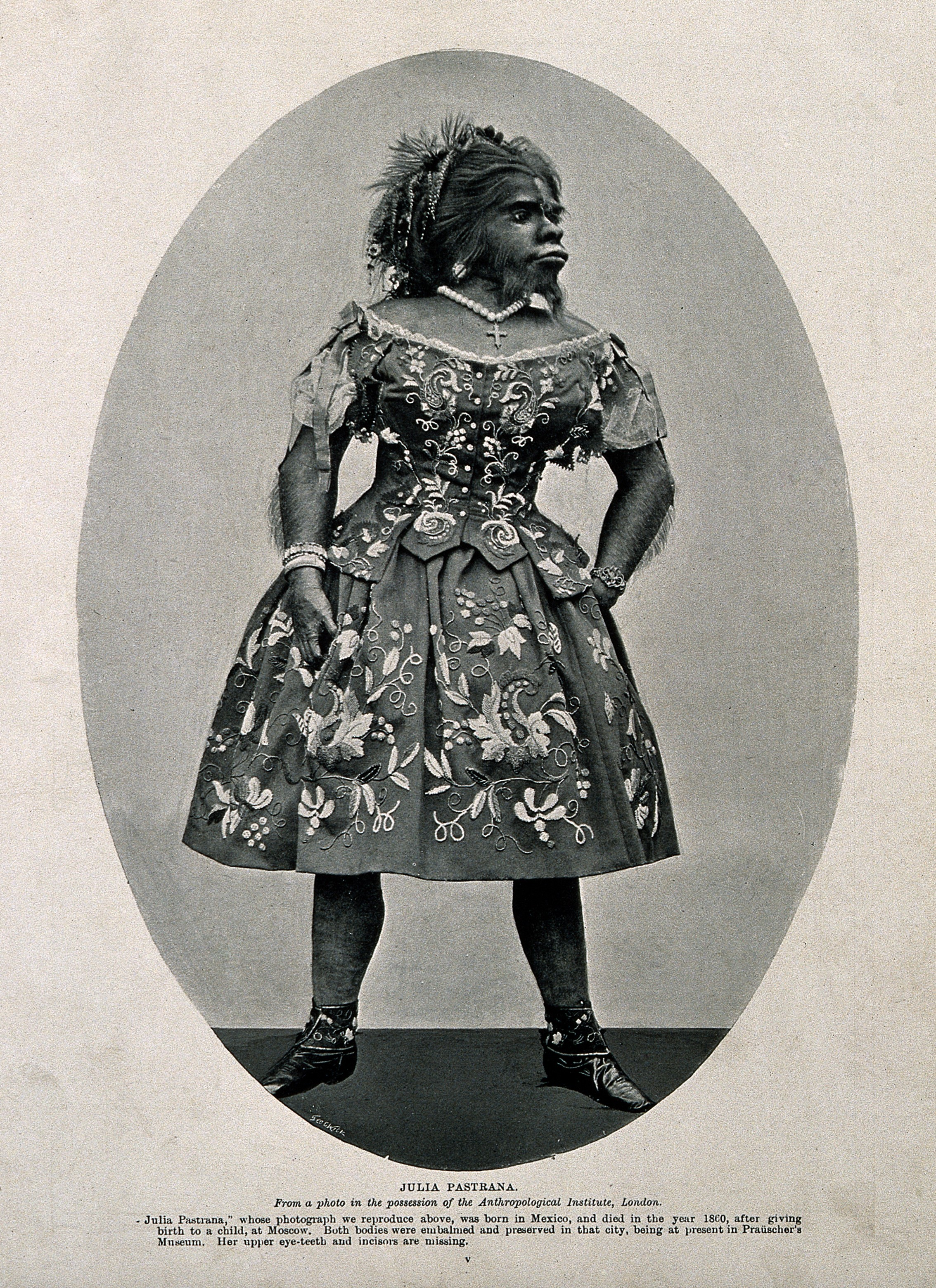
Julia Pastrana, femme à barbe.
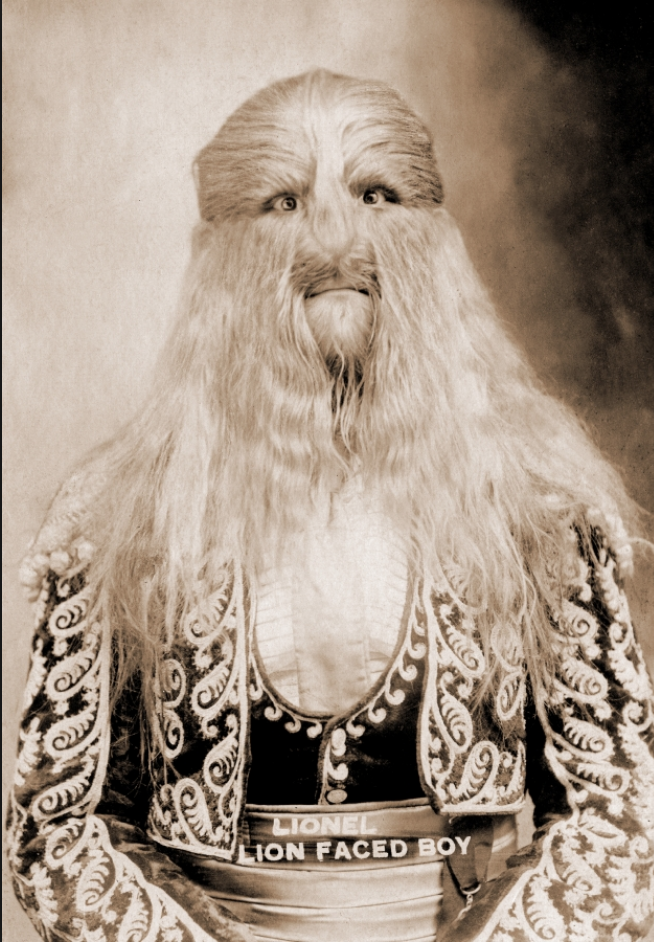
Lionel, l'homme à la tête de lion.
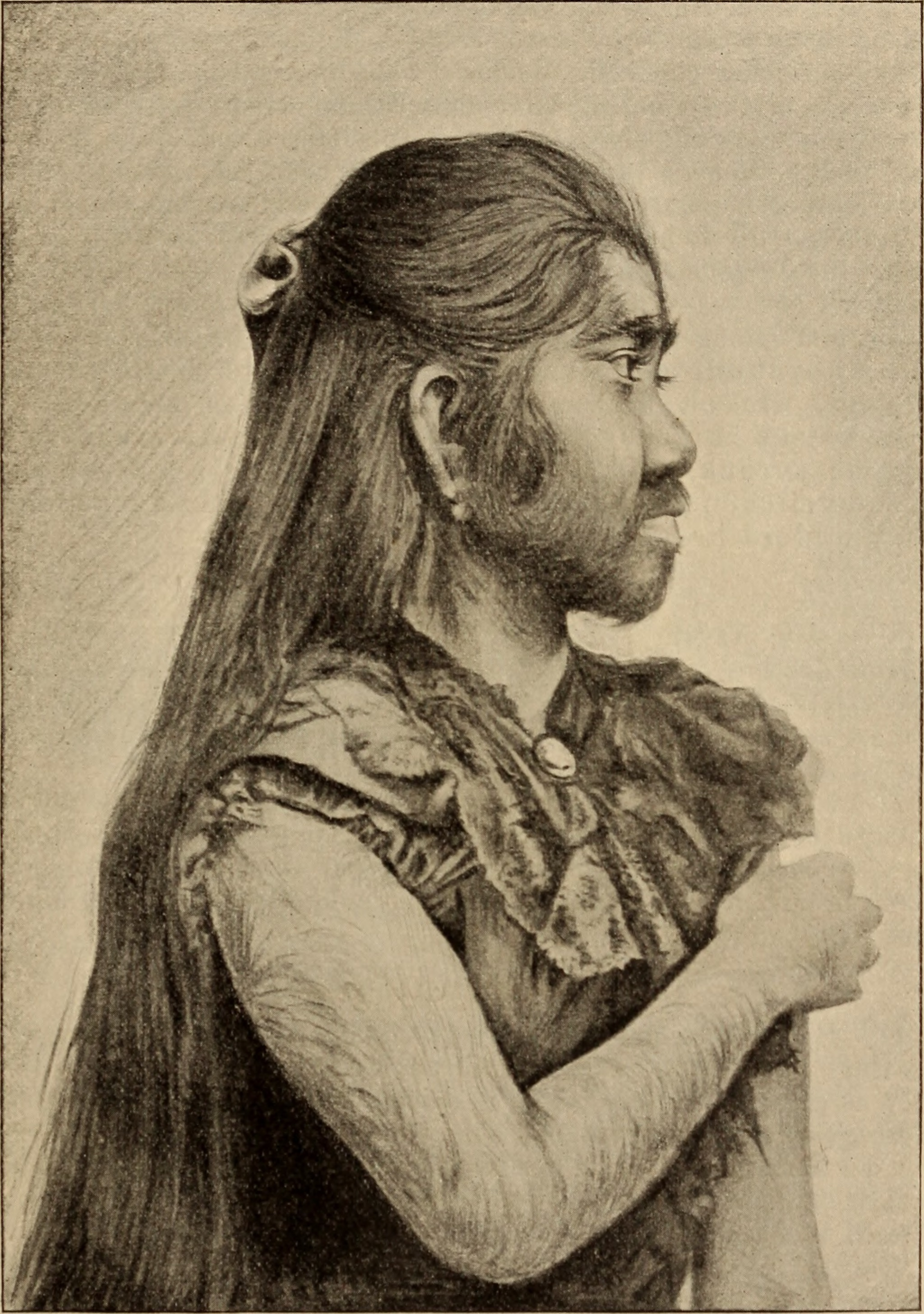
Krao Farini

## Dans la culture
Le film de Marco Ferreri Le Mari de la femme à barbe (1964) traite d'un cas d'hypertrichose.
La légende de Santa Liberata (Wilgeforte, Sainte Débarras) a trait aussi à une pilosité excessive féminine.
Le film Fur: Un portrait imaginaire de Diane Arbus (2006) de Steven Shainberg présente parmi ses personnages principaux un cas d'hypertrichose. Il raconte la relation fictive entre Diane Arbus, qui n'est pas encore photographe, et son voisin Lionel Sweeney, atteint d'hypertrichose.
Le roman Norma (2015) de Sofi Oksanen généralise les cas dans une organisation mafieuse internationale.
Le film germano-norvégien The Lion woman (en) (2016), de Vibeke Idsøe (no), adapté du roman The Lion woman (en) (Bokhandlerprisen 2006), de Erik Fosnes Hansen (en), raconte la vie d'Eva orpheline de sa mère, atteinte d'hypertrichose : les moqueries, la foire, les études… Ce film dénonce les moqueries et le regard des gens envers la maladie.